# Iglesia Wesleyana
La Iglesia Metodista , Wesleyanismo o  Iglesia Metodista Wesleyana es una denominación cristiana protestante dentro de la iglesia metodista. Esta denominación se encuentra representada en diversos países del globo terráqueo. Esta corriente del Metodismo ha tenido fuerte influencia del Movimiento de Santidad, teniendo su orígenes en las enseñanzas del clérigo, teólogo y evangelista británico John Wesley; al mismo tiempo que esta corriente se adhiere a la teología arminiana, con su respectiva cuatro fuentes de la reflexión wesleyana. La Iglesia Wesleyana es parte del Consejo Metodista Mundial. La sede principal de esta denominación se encuentra en la ciudad de Fishers, Indiana. 

## Historia

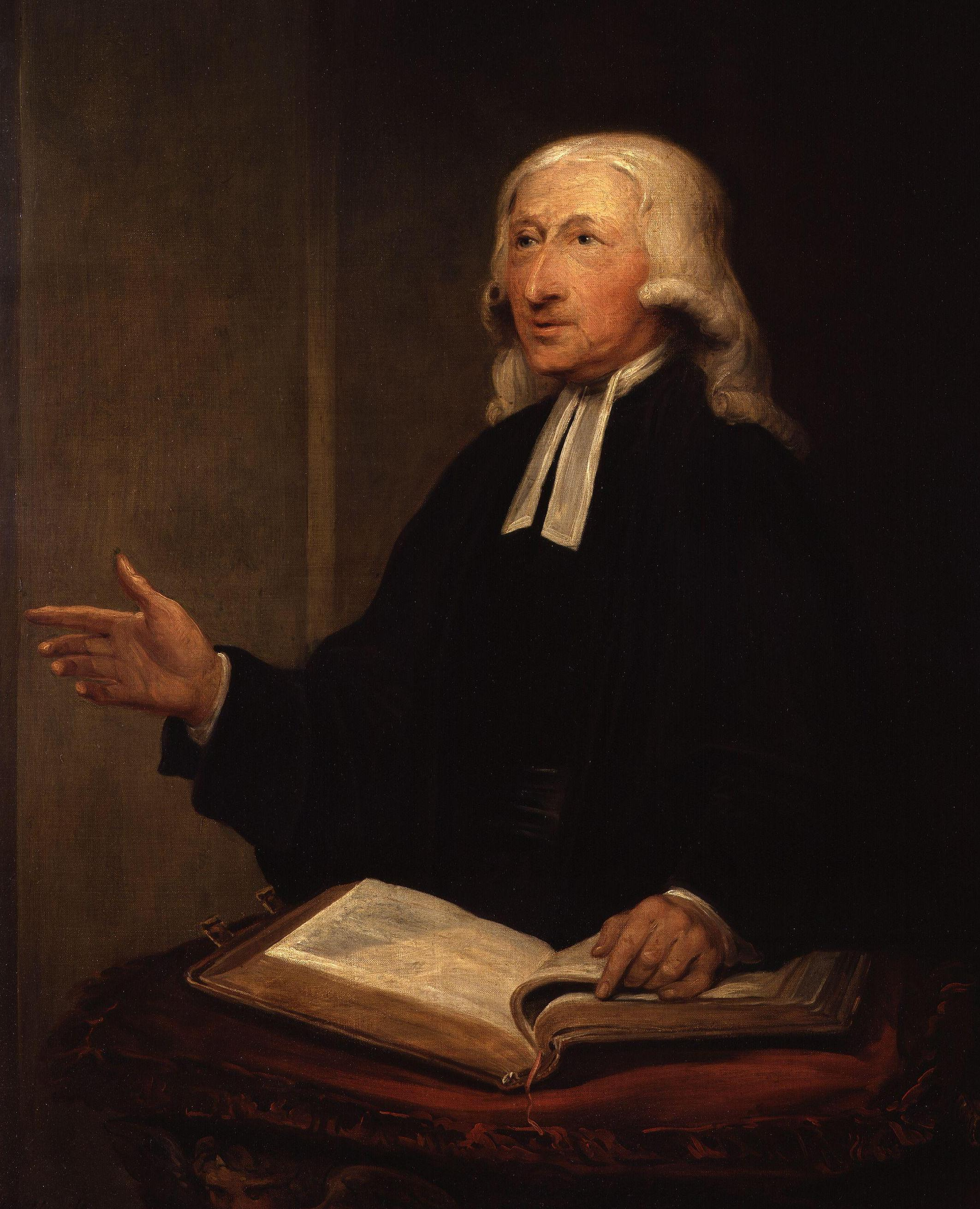
John Wesley (1703–1791)

El nombre Wesleyano es en honor a uno de sus fundadores John Wesley (1703-1791), que lejos de crear una nueva denominación, prefería que dicho término fuera olvidado. La iglesia fue fundada en Utica, New York en 1843.  Esta denominación enfatiza la doctrina y experiencia de la santidad, es decir la regeneración de los pecadores y la entera santificación de los creyentes. Trayendo consigo un avivamiento, conocido como el Primer Gran Despertar en diversas manifestaciones protestantes, surge el metodismo y el wesleyanismo.

## Teología Wesleyana
La teolgía wesleyana es básicamente la misma de la iglesia metodista o la corriente del metodismo. Esta demostró una Cristiandad distinta a la enseñada por el calvinismo. Es decir una divergencia entre el "libre albedrío" (la posibilidad de perder la gracia de la Salvación) y  la de “ya siendo salvo el individuo, siempre salvo”, el decir ciertas personas han sido predestinadas para ser salvos y otros no. La teología wesleyana se basa en la tradición arminiana de la soteriología, que es el estudio de la salvación. A diferencia de los calvinistas, que creen en la gracia irresistible y la predestinación divina de los elegidos, los arminianos sostienen que los humanos tienen la capacidad de aceptar o rechazar la gracia de Dios. Mientras los calvinistas piensan que Dios predestina a ciertos individuos para ser salvados y a otros para ser condenados, el arminianismo propone que todos pueden recibir la gracia. Wesley desarrolló esta idea en un modelo de salvación en tres etapas: gracia preveniente, gracia justificante y gracia santificante, todas ellas otorgadas por Dios de manera gratuita, sin que las buenas obras puedan merecerlas . Aun com esto, los Wesleyanos se consideran reformados históricos, pues aun creen en la doctrina del Llamamiento Eficaz y Predestinación, al igual que los calvinistas.
La enseñanza wesleyana-arminiana ha sido fundamental para el desarrollo de diversos movimientos y avivamientos espirituales en diversos grupos denominacionales de la iglesia evangélica y no exclusivamente los "Metodistas" y "Wesleyanos". John Wesley, quien permaneció en la Iglesia de Inglaterra (de confesión Anglicana) durante toda su vida, no tenía la intención de crear su propia denominación.
Esta teología propone que existe una gracia que Dios concede a todas las personas para acercarse a Él, es decir: es el trabajo activo del Espíritu Santo al cual el espíritu humano esta llamado a respoder; existe una gracia justificadora por medio del cual el ser humano es justificado al aceptar por la fe el perdón de los pecados (elección personal), así como también existe una última gracia por medio del cual la persona es santificada, la cual se verá reflejada en un verdadero comportamiento de la vida cristiana por medio de la transformación de su modo de actuar y pensar, de una forma similar a la de Cristo.

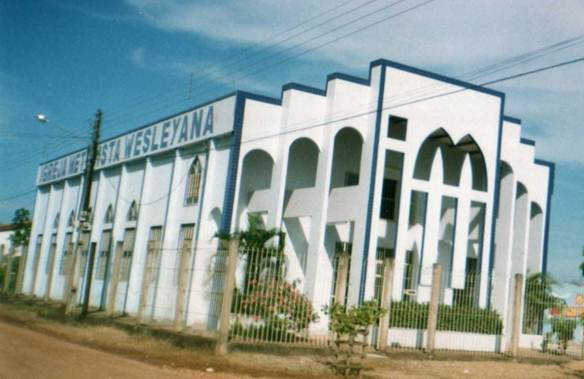
Iglesia Metodista Wesleyana em Marabá, Brasil.

### Denominaciónes y confraternidades que respaldan la teología wesleyana
- Ejército de Salvación
- Iglesia del Nazareno
- La gran mayoría de las agrupaciones de las Iglesias Metodistas.
- La mayoría de las iglesias pentecostales, frutos de las enseñanzas de William J. Seymour y del avivamiento de la Calle Azuza relacionada con la vida en santidad.
- Iglesia Pentecostal de Santidad Pentecostal[9]

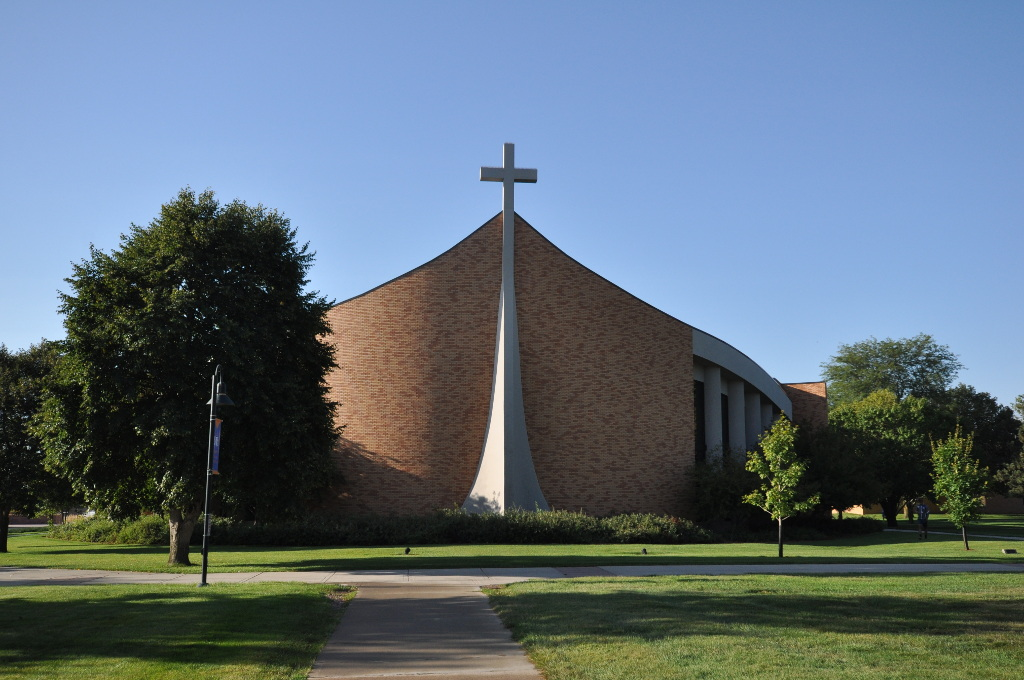
Capilla Universitaria Wesleyana en Mitchell, Dakota del Sur.

## Creencias
- La Biblia: fuente autoridad.
- La Trinidad de Dios.
- La suficiencia y la autoridad de las Sagradas Escrituras para la salvación.
- Libre albedrío.
- El pecado: la naturaleza pecaminosa.
- El arrepentimiento
- La justificación
- Vida cristiana.
- Discipulado
- Gobierno ecleciastico local.
- Liderazgo de servicio.

## Rerefencias
1. ↑  http://www.wesleyana.net/index-1.html
2. ↑  https://pensamientopentecostalarminiano.org/tag/arminianismo-wesleyano/
3. ↑  https://www.estudioswesleyanos.org/blog-del-director/blog-post-title-one-yan96
4. ↑  https://evangelicosarminianos.home.blog/2021/01/10/demarcando-el-arminianismo-wesleyano-y-el-arminianismo-reformado/
5. ↑  https://pensamientopentecostalarminiano.org/2019/10/14/analogias-defectuosas-y-falaciasargumentativas-de-la-doctrina-salvo-siempre-salvo/
6. ↑  https://spiegato.com/es/que-es-la-teologia-wesleyana
7. ↑  https://usacanadaregion.org/sites/usacanadaregion.org/files/PDF/guides/ETJW_StuGu_Sp.pdf
8. ↑  https://didache.nazarene.org/index.php/volume-6-2/15-gtiis-arnold/file
9. ↑  https://www.religion-online.org/article/the-holiness-and-pentecostal-churches-emerging-from-cultural-isolation/

- Datos: Q3560871
- Multimedia: Wesleyan Methodist Church / Q3560871